# 諸色
諸色（しょしき）とは、江戸時代において物価を指した言葉。一般的には米を除いた日常品の価格を指す場合が多い。
物価の高騰を諸色高直（しょしきこうじき）、低落を諸色下直（しょしきげじき）と呼んだ。江戸時代においては米価と諸色は連動すると考えられていたが、米の増産による価格低迷が享保年間には「米価安の諸色高直」の現象を招いた。
米価と諸色のバランスの調整は、いわゆる「三大改革」の一環として必ず取り上げられた問題であった。享保の改革では、米価が下がっているのに諸色が下がらないのは商人たちが不当に利益を得ているからだとして価格引下げを命じている。寛政の改革の際には価格監視を目的として江戸町奉行所の与力・同心と町役人による諸色掛（しょしきがかり）が結成されて幕末まで継続されている。天保の改革においては物価吊り上げの元凶とされた株仲間の解散を行ったが、株仲間がこうした行為を組織ぐるみで行っていたという証拠は無く、却って流通の混乱を生じさせて更なる諸色高直を招いた。なお、当時の大坂町奉行阿部正蔵は幕府に対して「諸藩の専売制」「一部商人の不正取引」「抜売買の横行（正規外の流通ルート）」を諸色高直の原因として対策を上申したが、採用されなかった。更に幕末の開国後の貿易は更なる価格高騰を招いた。そこで慶応年間には生活物資の流通機構を半国営化する「諸色会所」構想が唱えられたが、江戸幕府の滅亡によって実現しなかった。

## 備考
なお当時の対中国向け貿易において、いわゆる「俵物三品」以外の輸出海産物（昆布、ワカメ、テングサ、スルメ、干物、干貝、鰹節等）を諸色と呼称していた。